# Abou Sow
Pour les articles homonymes, voir Sow.
Abou Sow est un homme politique malien, né en 1953 à Gavinané (Cercle de Nioro du Sahel, Mali).

## Biographie
Après ses études fondamentales à Gavinané entre 1960 et 1965, Abou Sow effectue ses études secondaires au lycée de Badalabougou où il obtient son baccalauréat série lettre moderne en 1972. Il obtient une maîtrise en administration générale et en droit public à l'École nationale d'administration du Mali en 1976.
Intégrant la fonction publique, il est affecté au gouvernorat de la Région de Mopti, puis exerce les fonctions de d'arrondissement et de commandant de cercle pendant plusieurs années.
En 1991, il devient chef de cabinet du ministre de l'Agriculture, puis exerce à différents postes de la haute administration (conseiller technique du Premier ministre, administrateur national au Haut commissariat des Nations unies pour les réfugiés, chef de la section administration à l'Unité d'appui à l'exécution nationale ; chef de cabinet du Premier ministre)
En janvier 2005, il est nommé gouverneur de la Région de Ségou
Le 9 avril 2009 le président Amadou Toumani Touré le nomme secrétaire d’État  auprès du Premier ministre chargé du développement intégré de la zone Office du Niger dans le gouvernement remanié de Modibo Sidibé. Le 6 avril 2011 il est nommé ministre délégué auprès du Premier ministre, chargé du Développement intégré de la zone Office du Niger dans le gouvernement de Gouvernement de Cissé Mariam Kaïdama Sidibé.